# Wybory parlamentarne w Mołdawii w 2010 roku
Wybory parlamentarne w Mołdawii w 2010 roku – przedterminowe wybory do Parlamentu Republiki Mołdawii, które odbyły się 28 listopada 2010. 

## Organizacja wyborów
Organizacja wyborów parlamentarnych w 2010 jest konsekwencją kryzysu politycznego Mołdawii z 2009, kiedy to parlamentarzystom dwukrotnie nie udało się dokonać wyboru prezydenta. Pierwsze wybory przeprowadzone w maju i czerwcu 2009, nie przyniosły zwycięstwa kandydatce rządzącej Partii Komunistów Mołdawii, Zinaidzie Greceanîi. Doprowadziło to do organizacji nowych wyborów parlamentarnych w lipcu 2009. W wyborach prezydenckich w listopadzie i grudniu 2009 wymaganego poparcia nie uzyskał z kolei Marian Lupu, kandydat rządzącej koalicji Sojuszu na rzecz Integracji Europejskiej. 
Zgodnie z konstytucją zaistniała wówczas konieczność ponownego rozwiązania parlamentu i przeprowadzenia powtórnych wyborów. Jednakże zgodnie z nowelizacją prawa uchwaloną w październiku 2009, rozwiązanie parlamentu było możliwe wyłącznie raz w trakcie roku. Parlament został uprzednio rozwiązany 15 czerwca 2009 i związku z nowymi regulacjami akt ten mógł zostać ponownie dokonany po roku od tej daty. 
Wobec kryzysu politycznego i konstytucyjnego, jaki powstał po dwóch nieudanych próbach wyboru szefa państwa, rządząca koalicja wyszła z propozycją zmiany ustawy zasadniczej i wprowadzenia bezpośredniego wyboru prezydenta w głosowaniu powszechnym przez obywateli. 6 września 2010 w Mołdawii odbyło się referendum w tej sprawie. Pomimo iż większość obywateli poparła proponowaną zmianę, wynik głosowania był nieważny z powodu zbyt niskiej frekwencji wyborczej. 
P.o. prezydenta Mihai Ghimpu wystosował wówczas wniosek do Sądu Konstytucyjnego w sprawie zbadania podstaw do rozwiązania parlamentu. 21 września Sąd uznał rozwiązanie izby za zasadne. 28 września 2010 Mihai Ghimpu rozwiązał parlament i wyznaczył datę wyborów parlamentarnych na 28 listopada 2010. Wybory odbywać się będą w oparciu o zmienione prawo wyborcze, zatwierdzone 18 czerwca 2010; obniżało ono próg wyborczy dla partii politycznych z 5% do 4% (dla koalicji dwóch partii - 7%, koalicji trzech lub więcej partii - 9%). 

## Wyniki
Wybory parlamentarne do Parlamentu Republiki Mołdawii wygrała czteropartyjna prozachodnia demokratyczna koalicja Sojusz na rzecz Integracji Europejskiej, która z wynikiem 54,15% poparcia zdobyła 59 mandatów. Frekwencja wyborcza wyniosła 63,35%.
| Partia Komunistów Republiki Mołdawii | 676 761   | 39,32%  | 42  | -6  |
| Partia Liberalno-Demokratyczna       | 505 365   | 29,42%  | 32  | +14 |
| Demokratyczna Partia Mołdawii        | 218 847   | 12,72%  | 15  | +2  |
| Partia Liberalna                     | 171 434   | 9,96%   | 12  | -3  |
| Partia Sojusz Nasza Mołdawia         | 35 282    | 2,05%   | 0   | -7  |
| Akcja Europejska                     | 21 105    | 1,23%   | 0   | ±0  |
| Humanistyczna Partii Mołdawii        | 15 456    | 0,90%   | 0   | ±0  |
| Partia Liberalna                     | 10 923    | 0,63%   | 0   | ±0  |
| Socjaldemokratyczna Partia Mołdawii  | 10 161    | 0,59%   | 0   | ±0  |
| Pozostałe partie                     | 55 703    | 3,18%   | 0   | ±0  |
| Suma (frekwencja 63,35%)             | 1 721 037 | 100,00% | 101 | ±0  |
| Źródło:                              |           |         |     |     |